# Hapsifera luteata
Hapsifera luteata är en fjärilsart som beskrevs av László Anthony Gozmány. Hapsifera luteata ingår i släktet Hapsifera och familjen äkta malar. Inga underarter finns listade i Catalogue of Life.